# Ophiogomphus westfalli
Ophiogomphus westfalli är en trollsländeart som beskrevs av Cook och Daigle 1985. Ophiogomphus westfalli ingår i släktet Ophiogomphus och familjen flodtrollsländor. Inga underarter finns listade i Catalogue of Life.